# Цианурат меламина
Цианурат меламина — кристаллический комплекс из меламина и циануровой кислоты, соединённых в соотношении 1:1. Элементы комплекса скрепляются двухмерными водородными связями, как в двойной молекуле ДНК.

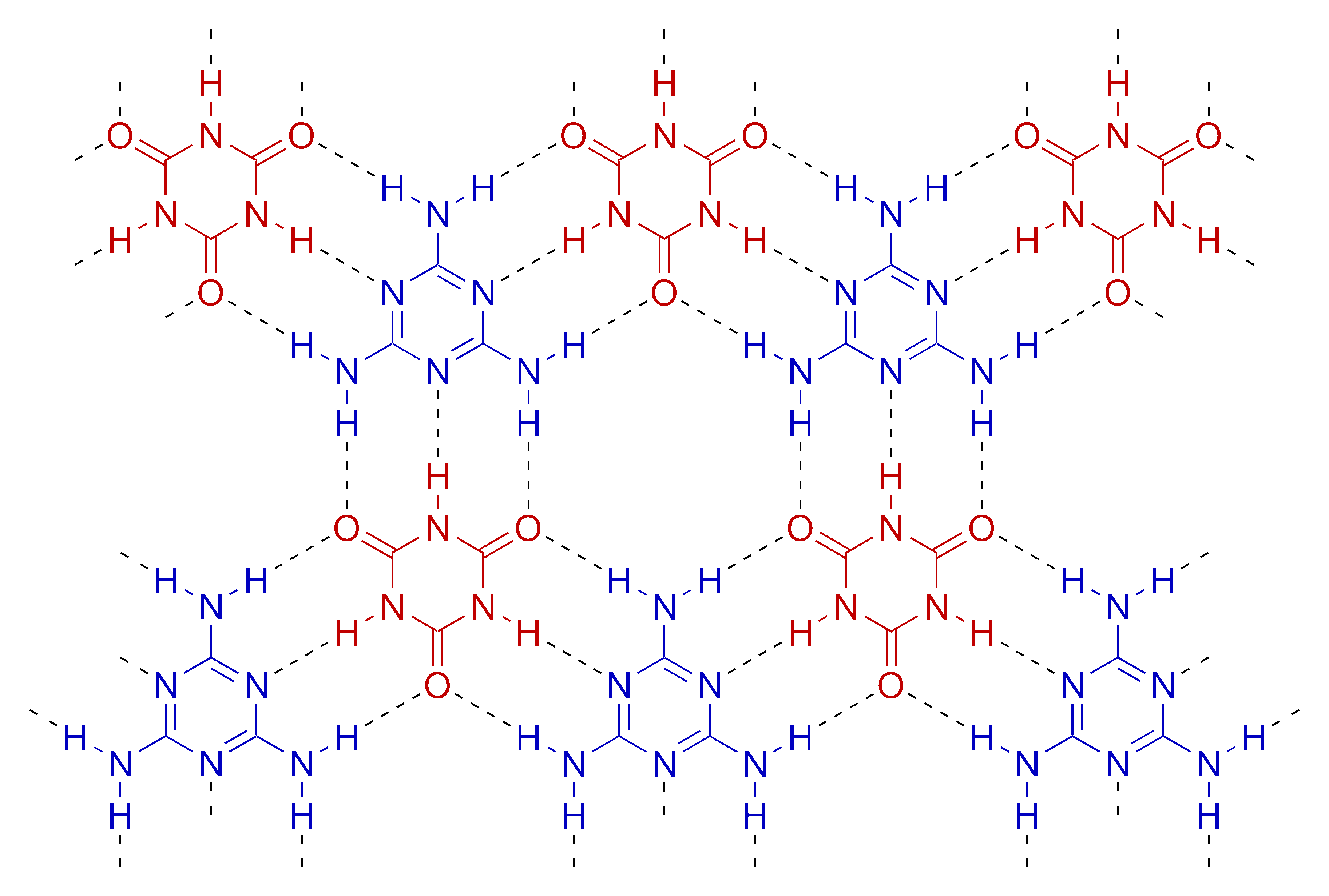
Раздел обширной двумерной сетки водородных связей (пунктир) между меламином (синий) и циануровой кислотой (красный)

## Применение
Цианурат меламина используется, как антипирен:
- в производстве вспучивающихся огнезащитных лакокрасочных материалов (ЛКМ);
- в производстве термопластичных композиций на основе полиамидов, эпоксидных смол и полиэфиров;
- для придания огнезащитных свойств термопластам;
- в ПВХ массах, пластиках и резинотехнических изделиях.

## Токсичность
Цианурат меламина более токсичен, чем меламин или циануровая кислота по-отдельности.
ЛД50 на крысах и мышах (внутривенно):
- 4.1 г/кг — Цианурат меламина
- 6.0 г/кг — Меламин
- 7.7 г/кг — Циануровая кислота

Недавние исследования в области кормов для домашних животных привели к выводу, что сочетание меламина и циануровой кислоты в рационе приводит к острой почечной недостаточности у кошек. В 2008 году такие же результаты были получены на крысах.